# Comité van solidariteit met Cuba
Het Comité van solidariteit met Cuba is opgericht door schrijver Harry Mulisch in 1968. Doel van het Comité was om Cuba, dat door de Verenigde Staten geboycot werd, als een mogelijk alternatief weer te geven. De leden wilden bereiken dat er handels- en culturele betrekkingen met Cuba tot stand zouden komen.

## Leden
Met name aan de kant van politiek links was er veel betrokkenheid met de gebeurtenissen in Cuba van die tijd en veel kunstenaars, artiesten en intellectuelen sloten zich bij het comité van Mulisch aan, zoals Jaap van Ginneken, componist Peter Schat en journalist van de Groene Amsterdammer, Wouter Gortzak. Dit was wel enigszins omstreden, want de Cubaanse Revolutie werd in de tijd van de Koude Oorlog door de Westerse regeringen gezien als een groot gevaar.